# Яшино (Костромская область)
Я́шино — посёлок в Островском районе Костромской области. Входит в состав Клеванцовского сельского поселения.

## География
Посёлок находится в южной части Костромской области, на расстоянии примерно 25 км (по прямой) к востоку от посёлка Островское, административного центра района.

### Часовой пояс
Посёлок Яшино, как и вся Костромская область, находится в часовой зоне МСК (московское время). Смещение применяемого времени относительно UTC составляет +3:00.

## Население
| 2008 | 2010 | 2014 |
| ---- | ---- | ---- |
| 35   | ↗39  | ↘33  |

### Национальный состав
Согласно результатам переписи 2002 года, в национальной структуре населения русские составляли 94 % из 50 чел.